# نارسیس خولیا
نارسیس خولیا (انگلیسی: Narcís Julià؛ زادهٔ ۲۴ مهٔ ۱۹۶۳) بازیکن فوتبال اهل اسپانیا است.
از باشگاه‌هایی که در آن بازی کرده‌است می‌توان به باشگاه فوتبال رئال ساراگوسا و باشگاه فوتبال ژیرونا اشاره کرد.
وی همچنین در تیم ملی فوتبال کاتالونیا بازی کرده‌است.